# Ciru Oeconomu
Ciru Œconomu (Lunguleţu, 1848-Bucarest, 1910) fue un jurista, publicista y escritor rumano.

## Biografía
Nació en 1848 en la comuna de Lunguleţu, ubicado en el condado de Dâmboviţa. Después de asistir a cursos en Bucarest hasta 1864, marchó a París, donde asistió a los cursos de la facultad de derecho hasta 1872. El 29 de enero de 1873 fue nombrado fiscal del Tribunal de Ilfov, cargo que ocupó hasta 1875. En 1876 fue nombrado fiscal del Tribunal de Apelación de Bucarest, en 1878 consejero del Tribunal de Apelación, en 1879 secretario general del Ministerio de Justicia, de 1882 a 1884 fiscal general del Tribunal de Apelación y desde 1884 fiscal de sección en el Tribunal de Casación, cargo que ocupaba hacia 1897. Colaboró en la Revista Contimporană y más adelante dirigió el periódico político Alegătorul liber. Falleció el 20 de febrerojul./ 5 de marzo de 1910greg. en Bucarest.
Publicó Istoria dreptului român, Penalilăţile în condica lui Matet Basarab şi Vasile Lupu, Legislaţiunea lui Lycurg, Vechile aşezăminte judeodtoresci, Apele de domen public, toate discursuri rostite la deschiderea anilor judecătoreşti, Cronici şi Legende, una colección de pequeños poemas heroicos y Resbunarea lut Anastase, una novela histórica ambientada en el Imperio bizantino durante el siglo VI, obra publicada en la revista Afeneul român.